# The Visit
The Visit (titulada como La visita en España y como Los huéspedes en Hispanoamérica) es una película de terror de metraje encontrado estadounidense de 2015 escrita, coproducida y dirigida por M. Night Shyamalan y protagonizada por Olivia DeJonge, Ed Oxenbould, Deanna Dunagan, Peter McRobbie y Kathryn Hahn . La película se centra en dos hermanos jóvenes, la adolescente Becca (DeJonge) y su hermano menor Tyler (Oxenbould), quienes van a vivir con sus abuelos distanciados. Durante su estancia, los hermanos notan que sus abuelos se comportan de manera extraña y se proponen encontrar la verdad detrás de las extrañas circunstancias en la granja.
La película se estrenó en Norteamérica el 11 de septiembre de 2015 por Universal Pictures . Recaudó 98,5 millones de dólares en todo el mundo frente a un presupuesto de producción de 5 millones de dólares y recibió críticas positivas de los críticos, y muchos la calificaron de regreso a la buena forma en la carrera de Shyamalan.

## Argumento
Rebecca (Olivia DeJonge) y Tyler (Ed Oxenbould) se preparan para pasar una semana con sus abuelos Freddy (Peter McRobbie) y Maria Bella (Deanna Dunagan), mientras que su madre Paula (Kathryn Hahn) se va de crucero con su nuevo novio. Los dos niños, que jamás han conocido a sus abuelos, pretenden grabar un documental sobre su visita. Paula no ha visto a sus padres en 15 años, tras marcharse con su profesor de instituto, Robert, que años después la dejó. Le cuenta a Rebecca un poco sobre la pelea que tuvo con sus padres, pero le dice que tendrá que preguntarles a sus abuelos qué pasó el día que ella se marchó de casa si quiere saberlo.
Freddy y Maria Bella recogen a Rebecca y Tyler en la estación de tren. Una vez se han asentado en la aislada granja de sus abuelos, estos les dicen a Rebecca y Tyler que no bajen al sótano porque hay moho tóxico. Esa noche, Freddy le dice a Rebecca y Tyler que Maria Bella y él son mayores, por lo que se van a la cama a las nueve y media. Una hora después del "toque de queda", Rebecca se aventura escaleras abajo para comer algo y se encuentra a Maria Bella vomitando mientras sigue caminando. Rebecca se lo dice a Freddy, pero este no le da importancia, asegurando que simplemente tenía un cólico. Al día siguiente, los niños juegan al escondite bajo la casa y de pronto Maria Bella aparece y les persigue. Mientras, Tyler va al cobertizo, queriendo saber qué es lo que se encuentra ahí, y lo recibe un desagradable olor. Cuando se acerca a una mesa sobre la que vuelan moscas, descubre que está llena de pañales manchados de heces. Maria Bella le dice que Freddy tiene incontinencia y debido a que se avergüenza de su problema, esconde los pañales y luego los quema.
En dos ocasiones vienen dos personas del hospital en el que Maria Bella y Freddy son voluntarios preguntando por ellos, asegurando que están preocupados porque llevan varios días sin ir y que han pasado un montón de cosas en el hospital.
Conforme pasan los días, Rebecca y Tyler se dan cuenta de que sus abuelos se comportan de forma cada vez más extraña. A pesar de que al principio Rebecca y su madre achacan estos problemas a la demencia senil (pues luego Freddy les dice que Maria Bella sufre del llamado "síndrome vespertino", lo que la vuelve más errática durante la noche, y el mismo Freddy parece sufrir Alzheimer), y Tyler se empeña en que algo raro sucede, pero cuando Rebecca encuentra a Maria Bella riéndose sola en su mecedora y diciendo que tiene un "ataque de oscuridad", y luego va a buscar a Freddy al granero y tiene el rifle en la boca, se da cuenta de que algo grave está ocurriendo. Maria Bella acepta hacer una nueva entrevista y empieza a delirar, contando una historia en la que unos seres de otro planeta viven en un estanque y sueltan un líquido que adormece a quien se baña en él, no matándolos, para finalmente llevarles a su planeta.
Entre tanto, Stacy, una de las mujeres del hospital que había ido a buscar a la pareja de ancianos para agradecerles su ayuda mientras ella había estado en rehabilitación, acude a la casa, y los niños observan desde la ventana como ella parece muy alterada. Los ancianos la instan a ir a la parte de atrás de la casa para charlar, pero luego los niños no la ven marcharse. Rebecca decide hacerle caso a Tyler y dejar una cámara grabando durante la noche en el salón. Se ve una imagen de Maria Bella despertándose y abriendo y cerrando la puerta repetidas veces, y de pronto empieza a correr a cuatro patas y se coloca frente a la cámara de golpe, cogiéndola y buscando un cuchillo. La otra cámara, que está en el cuarto, muestra a los hermanos durmiendo. Maria Bella, cámara y cuchillo en mano, se acerca a la puerta de los niños y comienza a golpearla, tratando de entrar. Los niños se despiertan y deciden no abrir la puerta. Cuando a la mañana siguiente ven el vídeo, llaman a su madre por Skype y les dice que necesitan que vayan a buscarles inmediatamente. Su madre se asusta y les pregunta que dónde están los abuelos. Los niños llevan el ordenador hasta la ventana para enfocarlos en el exterior y la madre palidece y les dice que esos no son sus abuelos. Intenta llamar a la policía y coge el coche para ir a por ellos.
Los niños deciden disimular hasta que la ayuda llegue y Rebecca entrevista al falso Freddy para aparentar normalidad, quien le cuenta que trabajaba en la mina y que cada noche solía ver un ser blanco de ojos amarillos.
Cuando llega la noche, los niños están cada vez más asustados. Se inventan una excusa para salir de la casa, pero justo cuando abren la puerta, se encuentran a Stacy, la mujer del hospital, ahorcada en el árbol de en frente, y justo el impostor llega y les dice que entren, que van a jugar a un juego de mesa. Rebecca dice que va a ir a buscar baterías para la cámara y aprovecha para bajar al sótano, creyendo que allí es donde tiene escondidos a sus verdaderos abuelos. En el salón, la falsa Maria Bella comienza a sufrir los efectos de su locura nocturna y el anciano la lleva a su habitación. De vuelta al sótano, Rebecca encuentra una foto de sus verdaderos abuelos y ropa de un hospital psiquiátrico, y justo después los cadáveres de los auténticos Freddy y Maria Bella, entendiéndose que los impostores eran pacientes del hospital psiquiátrico en el que los ancianos hacían voluntariado y que les asesinaron y suplantaron su identidad. "Freddy", que en realidad se llama Mitchel, aparece y le dice que la falsa Maria Bella había matado a sus dos hijos en un estanque para que fueran al otro mundo que creía existir (entendiéndose entonces que la anciana realmente creía que ese planeta existía cuando le contó la historia de los seres alienígenas en el agua a Rebecca), y que cuando se enteraron de que ellos iban de visita, solo quiso que pudieran ser abuelos por una semana. Entonces la encierra en la habitación con "Claire". Esta empieza a comportarse de forma errática de nuevo y se esconde debajo de la cama. Rebecca, asustada, se gira y tiene que estar de cara al espejo (algo que no podía hacer, pues desde la marcha de su padre sentía que no valía nada) y de pronto la anciana la golpea contra el espejo y la arrastra hasta la cama para intentar estrangularla, vomitándole encima. Rebecca, que había cogido un trozo de espejo, la apuñala y luego escapa. Mientras, en el salón, Mitchel había golpeado en la cabeza a Tyler y le había embadurnado la cara con los excrementos de sus pañales (ya que era otra cosa que obsesionaba a Tyler, los gérmenes) y de pronto Rebecca aparece y ataca al anciano, que la noquea. Tyler, que sufría un trauma porque estaba convencido de que debido a no haber reaccionado en un partido su padre les había abandonado, se lanza sobre Mitchel y le golpea la cabeza con la puerta de la nevera, matándolo. Los dos escapan justo cuando llega la policía y su madre les lleva hasta el coche.
Se ve una nueva entrevista a Paula en la que cuenta que el día que se marchó, ella golpeó a su madre y su padre la golpeó a ella, y después Paula se marchó. Cuenta que a pesar de eso, continuaron llamándola y tratando de ponerse en contacto con ella, diciéndole que sabía que sus padres la habían perdonado hacía muchos años. Después le dice a Rebecca que por favor no le guarde rencor a su padre y ambas se abrazan.
En los títulos de crédito, Tyler rapea sobre su experiencia en casa de sus abuelos mientras su hermana se peina frente al espejo.

## Reparto
- Olivia DeJonge como Rebecca Jamison.[2]
- Ed Oxenbould como Tyler Jamison.[2]
- Deanna Dunagan como Maria Bella Jamison / Claire.[2]
- Peter McRobbie como Frederick Spencer Jamison / Mitchell.[2]
- Kathryn Hahn como Paula Jamison.[2]
- Celia Keenan-Bolger como Stacey.
- Samuel Stricklen como un conductor.
- Patch Darragh como el doctor Sam.
- Benjamin Kanes como Corin.[2]
- Richard Barlow como un agente de policía.[2]
- Steve Annan como el hombre joven en la calle.[2]
- Shawn González como un pasajero en el tren.[2]
- Michael Mariano como un concursante en el barco.[2]

## Producción

### Desarrollo
Después de que The Last Airbender y After Earth fracasaran estrepitosamente, Shyamalan financió The Visit pidiendo prestados 5 millones de dólares a cambio de su casa.

### Rodaje
El rodaje comenzó el 19 de febrero de 2014, bajo el título preliminar Sundowning. El síndrome del atardecer es el aumento de inquietud y confusión que presentan algunos pacientes con demencia durante la tarde y la noche. Blinding Edge Pictures de Shyamalan fue la compañía productora, con Shyamalan y Marc Bienstock como productores, y Steven Schneider y Ashwin Rajan como productores ejecutivos.
Aunque miles de niños estadounidenses fueron audicionados para los dos papeles principales de la película, Becca y Tyler, en lo que Shyamalan luego caracterizó como una "casualidad total", finalmente seleccionó a un par de actores juveniles australianos relativamente desconocidos, Olivia DeJonge y Ed Oxenbould, para interpretar a los protagonistas adolescentes nativos de Filadelfia de la película.
Todos los estudios de Hollywood rechazaron el corte preliminar y Shyamalan temía perder los millones que había invertido en la película.  Shyamalan admitió que tuvo problemas para mantener un tono consistente en la película durante la fase de edición, y le dijo a Bloody Disgusting que el primer corte de la película se parecía más a una película de arte que a una película de terror. Un segundo corte fue en la dirección opuesta y la película se convirtió en una comedia. Finalmente logró un equilibrio intermedio y editó la película como un thriller, lo que, según él, ayudó a unir los diferentes elementos, ya que "podían permanecer al servicio de la película". Después de las revisiones, Universal Pictures aceptó distribuir la película, y el productor Jason Blum y su compañía Blumhouse Productions fueron incluidos en el estreno de la película.

## Música
No hay banda sonora para la mayor parte de la película, como es habitual en las películas de metraje encontrado . A Paul Cantelon se le atribuye el "tema del epílogo". Se escuchan algunas canciones durante la película.

## Estreno
Universal comenzó el estreno generalizado ' The Visit en cines de Estados Unidos el 11 de septiembre de 2015. El 17 de abril de 2015, se lanzó el primer tráiler oficial en los cines, adjunto a la película Unfriended, y se lanzó en línea más tarde esa semana. La película se estrenó en la República de Irlanda el 30 de agosto de 2015, en una proyección especial a la que asistió Shyamalan.

### Medios domésticos
The Visit se lanzó en Blu-ray y DVD el 5 de enero de 2016.

## Recepción

### Taquillas
La visita recaudó más de 65,2 millones de dólares en Estados Unidos y Canadá y más de 33,2 millones de dólares en otros territorios, para un total mundial de más de 98,4 millones de dólares, frente a un presupuesto de 5 millones de dólares.  La película recaudó 25,4 millones de dólares en su primer fin de semana, quedando segunda en taquilla detrás de The Perfect Guy por solo 460.000 dólares.  Shyamalan mantuvo una lista de ejecutivos de Hollywood que se habían negado a distribuir The Visit, declarando en 2018 que la mayoría había perdido su trabajo desde entonces. 

### Respuesta crítica
La visita recibió críticas generalmente positivas de los críticos. En el sitio web agregador de reseñas Rotten Tomatoes, la película tiene un índice de aprobación del 68%, basado en 231 reseñas, con una calificación promedio de 5.9/10. El consenso crítico del sitio dice: " The Visit ofrece a los fanáticos del terror una combinación satisfactoria de emoción y risas, y también señala un bienvenido regreso a la forma para el escritor y director M. Night Shyamalan".  En Metacritic, la película tiene una puntuación de 55 sobre 100 basada en 34 críticos, lo que indica "críticas mixtas o promedio".  El público encuestado por CinemaScore le dio a la película una calificación promedio de "B−" en una escala de A+ a F.
Scott Mendelson de Forbes calificó la película de Shyamalan como un "pequeño triunfo deliciosamente espeluznante y divertido". También escribió: " La visita es lo que estábamos esperando, amigos. Es buena. Dios mío, es buena. Pero lo que es más importante, es excelente en ese sentido específico que nos recuerda por qué M. Night Shyamalan fue una vez una maravilla. Es ricamente humanística, llena de personajes esbozados individualmente que a menudo brillan con ingenio y sorprendente decencia". En The New York Times, Manohla Dargis describió la película como "un cuento de hadas divertidamente sombrío". Shyamalan ha vuelto a lo básico, "con una historia y una escala simplificadas, un reparto (excelente) en gran parte desconocido y uno de esos cuentos con tintes clásicos sobre peligros infantiles que han asustado a las audiencias de forma fiable durante generaciones". Ella, junto con otros críticos, vio la película como una versión moderna del clásico cuento de hadas Hansel y Gretel .
En su columna para The Observer, Mark Kermode criticó la película y dijo que podría ser peor que La dama del agua . Escribió: "¿Se supone que es una película de terror? ¿O una comedia? La publicidad la llama 'un thriller original', pero no es ninguna de esas cosas. Sólo 'prueba de resistencia' describe adecuadamente las travesuras imprudentes que siguen". Mike McCahill le dio a la película una estrella (de cinco) en su reseña para The Guardian, y dijo que era "aburrida, derivada y absolutamente nada aterradora".